# Ivor Raymonde
Ivor Raymonde né Ivor Pomerance le 22 octobre 1926 à Marylebone (Londres) et mort le 4 juin 1986 à Ewshot (Hampshire), est un auteur-compositeur, musicien, acteur et arrangeur britannique célèbre en particulier pour ses orchestrations rocks pour Dusty Springfield.

## Biographie
Il fait des études au Trinity College of Music et devient pianiste de jazz et de classique professionnel. Il devient directeur de la BBC avec Angela Morley.
Producteur chez Philips Records auprès de Frankie Vaughan, Marty Wilde et The Springfields (en), il écrit en 1963 la chanson I Only Want to Be with You qui sera un des plus importants succès de Dusty Springfield.
Il fut le producteur de nombreux artistes dont The Walker Brothers, Billy Fury, Alan Price, Honeybus, Eternal Triangle, Los Bravos, Ian Dury, Julio Iglesias, Richard Anthony, etc.
Il est le père de quatre enfants dont Simon Raymonde des Cocteau Twins.